# Erwin Schrödinger

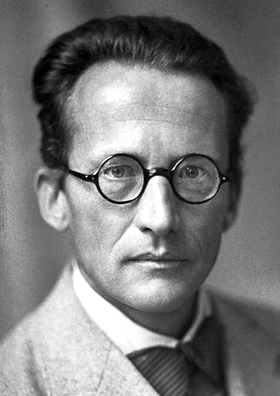
Erwin Schrödinger (1933)

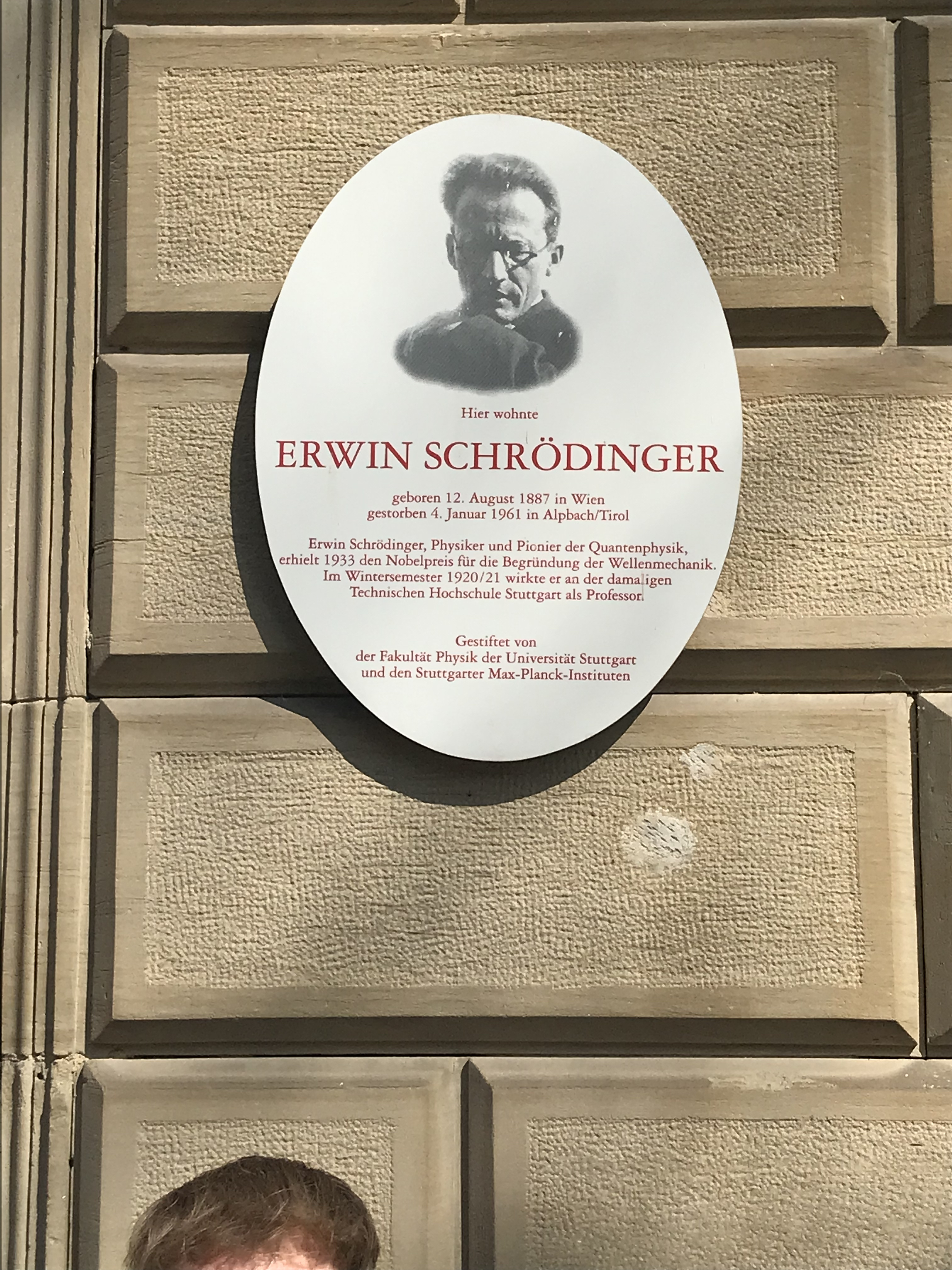
Plakette am ehemaligen Wohnhaus in Stuttgart

Erwin Rudolf Josef Alexander Schrödinger (* 12. August 1887 in Wien-Erdberg; † 4. Jänner 1961 in Wien-Alsergrund) war ein österreichischer Physiker, Wissenschaftstheoretiker und Philosoph. Er gilt als einer der Begründer der Quantenmechanik und erhielt 1933 den Nobelpreis für Physik, geteilt mit Paul Dirac, für die Entdeckung neuer produktiver Formen der Atomtheorie.

## Leben

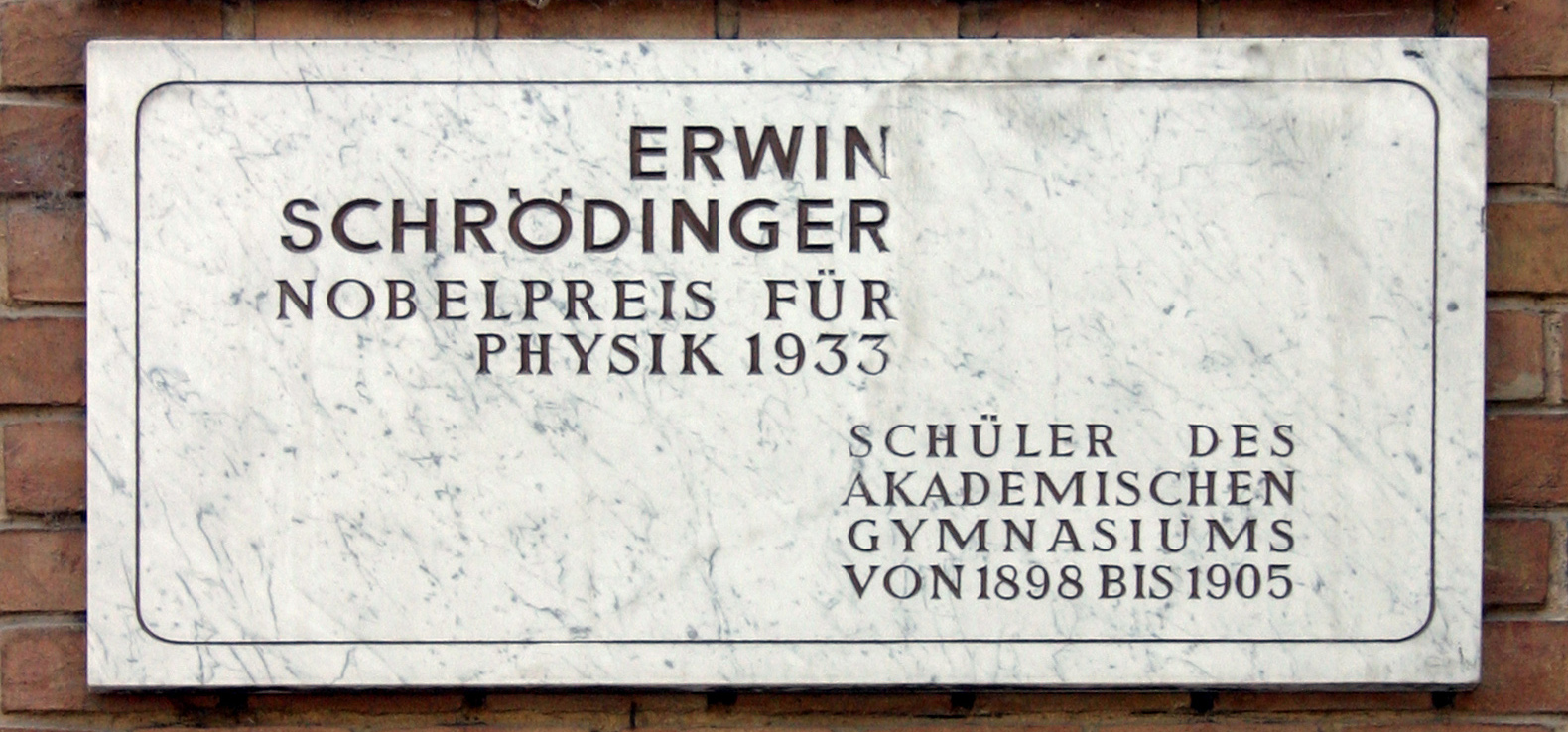
Gedenktafel am Wiener Akademischen Gymnasium

Erwin Schrödingers Vater Rudolf Schrödinger (1857–1919) war Wachstuchfabrikant und Botaniker. Seine Mutter Georgine Emilia Brenda (1867–1921) war die Tochter von Alexander Bauer, dem Professor für Allgemeine Chemie an der k. k. Technischen Hochschule in Wien. Sein Vater war katholisch, seine Mutter evangelisch-lutherisch. Die Kinder wurden in der evangelischen Konfession erzogen.
Schrödinger ging 1898 auf das Akademische Gymnasium. Danach studierte er von 1906 bis 1910 in Wien Mathematik und Physik, wurde 1910 bei Franz Serafin Exner promoviert und habilitierte sich 1914 am Wiener Physikalischen Institut. Dort arbeitete er unter anderem mit Franz-Serafin Exner, Friedrich Hasenöhrl und K. W. F. Kohlrausch zusammen. Er war während seines Studiums eng mit dem Botaniker Franz Frimmel befreundet.
Nach seiner Teilnahme am Ersten Weltkrieg folgte er Berufungen nach Jena (1920), Stuttgart (1920), Breslau (1921) und Zürich (1922). In Zürich vertrat er den Lehrstuhl für Theoretische Physik, den vor ihm bereits Albert Einstein und Max von Laue innegehabt hatten. Hier formulierte er auch die nach ihm benannte Schrödingergleichung, die er Ende 1925 während eines Ferienaufenthalts in Arosa entdeckt hatte. Damit begründete er die Wellenmechanik als Beschreibung der Quantenmechanik.
1927 ging Schrödinger nach Berlin, wo er die Nachfolge von Max Planck an der Friedrich-Wilhelms-Universität antrat. Zahlreiche Physiker von Weltrang versammelten sich in jenen Jahren in Berlin. Dort arbeitete er u. a. mit Victor Weisskopf zusammen. Nach der Machtergreifung der Nationalsozialisten 1933 entschloss sich Schrödinger, der schon zuvor in bemerkenswerter Deutlichkeit seine Ablehnung des Nationalsozialismus zum Ausdruck gebracht hatte, Deutschland zu verlassen und eine Stelle am Magdalen College in Oxford anzunehmen. Im selben Jahr wurde ihm der Nobelpreis für Physik verliehen.
1936 kehrte er nach Österreich zurück, um in Graz an der Karl-Franzens-Universität eine Berufung anzunehmen. Sein Verhalten während des Anschlusses 1938 ist widersprüchlich: Obwohl er bereits in Berlin als NS-Gegner hervorgetreten war, ging er zunächst davon aus, seine Grazer Professur behalten zu können, und veröffentlichte am 31. März 1938 in der „Grazer Tagespost“ einen Aufsatz mit dem Titel Die Hand jedem Willigen. Bekenntnis zum Führer – Ein hervorragender Wissenschaftler meldet sich zum Dienst für Volk und Heimat. Die Sommerferien 1938 verbrachte Schrödinger, der sich offenbar sicher fühlte, in den Dolomiten, wo er unter anderem mit Max Planck zusammentraf. In einer Notiz der neuen nationalsozialistischen Universitätsführung wurde Schrödinger als „fachlich hervorragend“, „im persönlichen Verhalten widersprüchlich“ und politisch „semitophil“ bezeichnet; seine Professur wurde während der Ferien 1938 ohne Wissen des zuständigen Dekans Karl Polheim vom Ministerium neu ausgeschrieben. Am 26. August wurde er schließlich wegen „politischer Unzuverlässigkeit“ entlassen und reiste am 14. September 1938 per Bahn nach Rom aus.
Schrödinger ging nach Dublin, wo er ab 1940 wirkte und Direktor der Schule für Theoretische Physik des Dublin Institute for Advanced Studies war. 1943 gab er am dortigen Trinity College seine berühmten „Schrödinger lectures“. 1949 wurde er korrespondierendes Mitglied der Bayerischen Akademie der Wissenschaften und auswärtiges Mitglied der Royal Society.

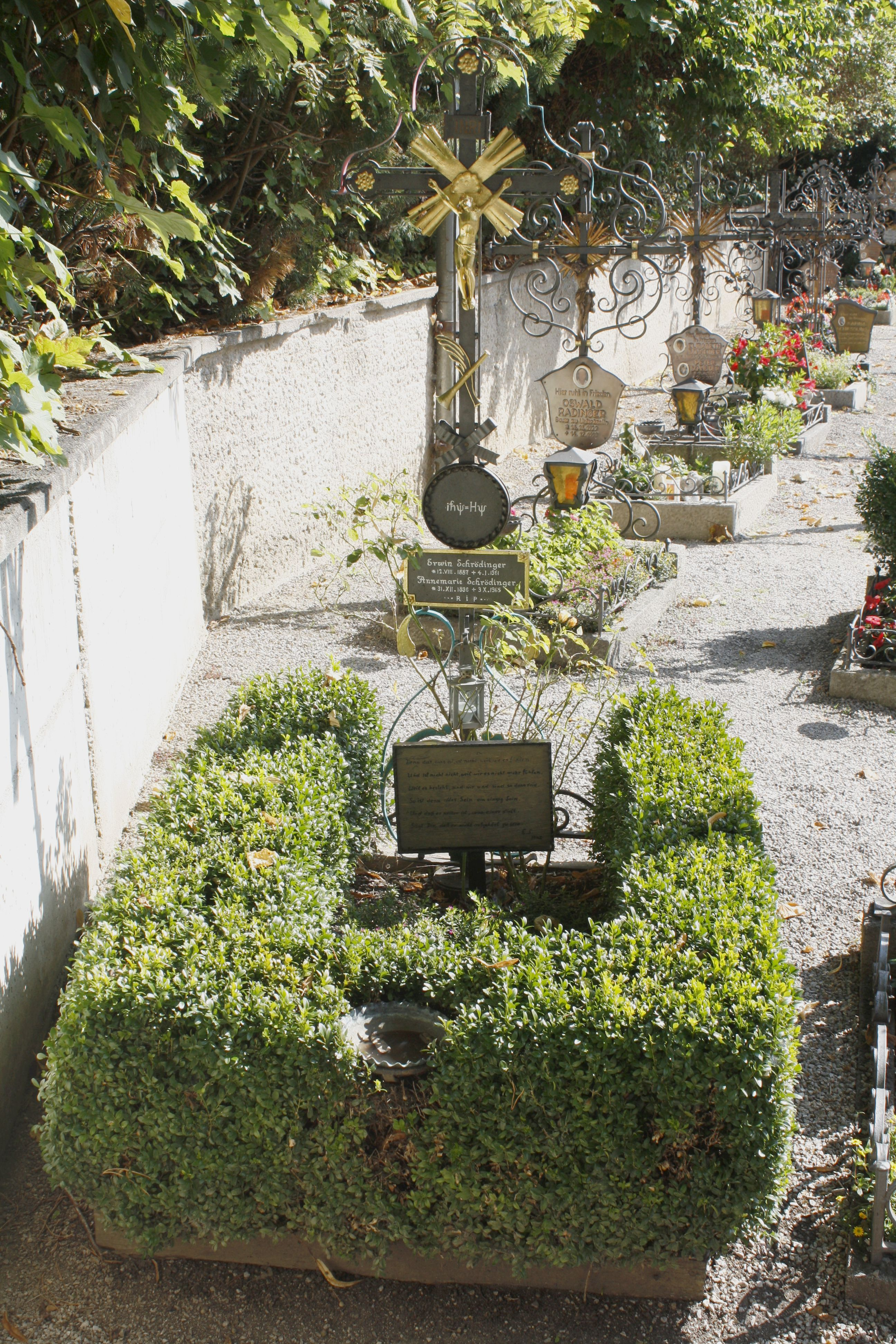
Erwin Schrödingers Grab in Alpbach in Tirol

1956 kehrte er nach Wien zurück. Hier lehrte er bis zu seinem Tod am Institut für Theoretische Physik der Universität Wien. Schrödinger nahm auch an den Hochschultagen in Alpbach teil. Da es ihm im Ort gefiel, verbrachte er hier seine letzten Jahre. Seine Tochter Ruth Braunizer lebte bis zu ihrem Tod 2018 noch in dem Tiroler Dorf. Erwin Schrödinger starb am 4. Jänner 1961 in Wien an Tuberkulose. Er wurde seinem Wunsch entsprechend in Alpbach in Tirol beerdigt. Als Inschrift zeigt das Grabkreuz die Gleichung, die seinen Namen trägt.

### Privates
Am 6. April 1920 heiratete er Annemarie Bertel, genannt Annie. Die Ehe blieb kinderlos. Schrödinger und seine Frau Annie lebten in offener Beziehung – Schrödinger hatte offen außereheliche Beziehungen, zum Beispiel zur Frau seines Kollegen und Freundes Arthur March, und Annie hatte eine langjährige Beziehung zu Hermann Weyl, was die Freundschaft von Weyl und Schrödinger nicht störte. Mit Hildegunde March hatte er eine Tochter (Ruth Braunizer, 1934–2018); beide lebten von 1939 bis 1945 bei Schrödinger in Dublin.
Im Jahr 1948 erwarb er zusätzlich zur österreichischen auch die irische Staatsbürgerschaft.
Schrödinger suchte die Beziehungen zu minderjährigen Mädchen, zu denen sich in seinen Tagebüchern „Ephemeriden“ (im Sinne „flüchtiger, tagesaktueller Notizen“) Aufzeichnungen erhalten haben. Die Tagebücher sind Teil des Schrödinger-Bestands an der Universität Innsbruck und derzeit auf Wunsch der Familie nicht öffentlich zugänglich. Sie wurde aber von Historikern und Literaturwissenschaftlern 2024 erstmals fast vollständig neu aufgearbeitet.
Im Alter von 39 Jahren unterrichtete Schrödinger die 14-jährige Itha Junger in Mathematik und verliebte sich in sie. Über sie schreibt er, dass ihre Unschuld sein Genie ideal ergänzen würde: „In gewisser Weise vergleichbar mit dem Ende des Spektrums, das in seinem tiefsten Violett eine Tendenz zu Lila und Rot zeigt, scheint es üblich zu sein, dass Männer mit starker, echter Intellektualität nur von Frauen ungemein angezogen werden, die – ganz am Anfang der intellektuellen Entwicklung stehend – mit den Quellen der Natur ebenso verbunden sind wie sie selbst.“ Nach Jungers Angaben begann er mit ihr eine sexuelle Beziehung, als sie 19 Jahre alt war. Nach anderen, widersprüchlichen Angaben wurde sie mit 17 Jahren oder mit 20 Jahren von Schrödinger schwanger.
Als Reaktion auf Missbrauchsvorwürfe kündigte die Physikabteilung des Trinity College Dublin im Februar 2022 an, den Hörsaal, der seit den 1990er Jahren nach Schrödinger benannt war, wieder in „Physics Lecture Theater“ umzubenennen sowie sein Porträt aus dem Fitzgerald-Gebäude zu entfernen und die gleichnamige Vorlesungsreihe umzubenennen.
Magdalena und Martin Gronau (Leibniz-Zentrum für Literatur- und Kulturforschung in Berlin) konnten 2024 die bisher gesperrten Tagebücher Schrödingers einsehen und schlossen nach intensivem Studium dieser und anderer Quellen, dass die Missbrauchsvorwürfe nicht berechtigt sind. Die Vorwürfe seien das Resultat des Zusammenwirkens von schlechter wissenschaftlicher Praxis und medialer Skandalisierungskultur. Dass das Dubliner Trinity College den Erwin Schrödinger Vorlesungssaal auf Druck aus der Studierendenschaft zügig umbenannte, sei ein Beispiel für eine nicht quellen- und faktenbasierte Entscheidung in einer eigentlich den Regeln der Wissenschaftlichkeit verpflichteten Einrichtung.

## Werk

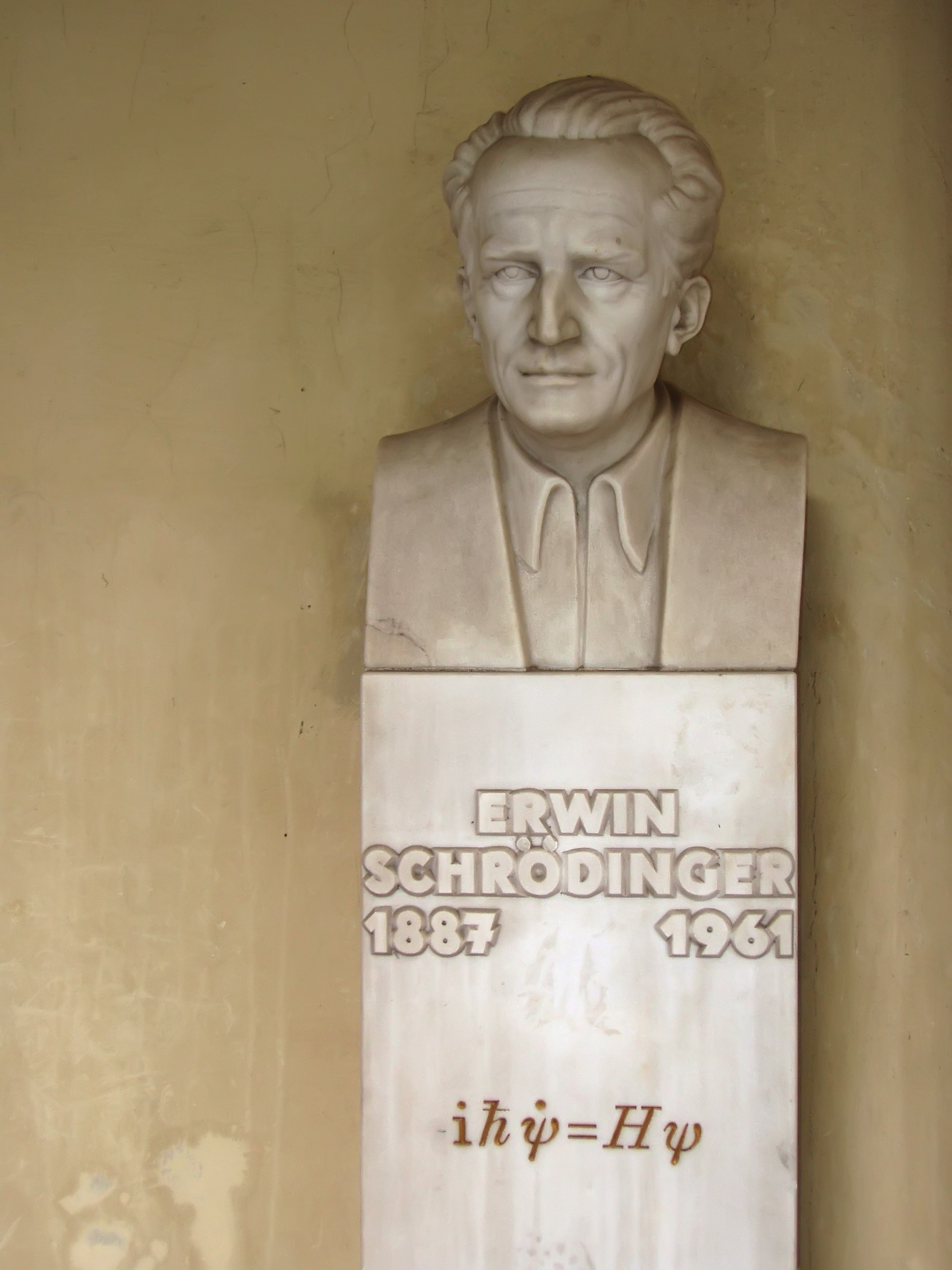
Erwin Schrödingers Büste mit seiner Gleichung im Arkadenhof der Universität Wien

1926 formulierte Schrödinger die nach ihm benannte Schrödingergleichung. Der Zugang zur Quantenmechanik, den Schrödinger mit Hilfe dieser partiellen Differentialgleichung fand, kam etwas später als Heisenbergs Matrizenmechanik, hat aber den Vorteil, dass er die aus der klassischen Mechanik bekannte Mathematik benutzt. Diese Arbeiten brachten ihm Weltruhm und schließlich auch den Nobelpreis für Physik im Jahr 1933 ein. In dieser berühmten Artikelserie (Annalen der Physik Bd. 79, S. 361, 489, 734, und Bd. 81, S. 109, 1926) bewies er auch gleich die Äquivalenz seiner Formulierung mit der Matrizenmechanik von Heisenberg und Born.
Die Auseinandersetzung mit den Arbeiten von Ernst Mach führten ihn zur Beschäftigung mit der Theorie der Farbwahrnehmung. Auf diesem Gebiet wurde er bald zum anerkannten Experten. Er untersuchte auch Farbräume mit speziellen Metriken und gab so wichtige theoretische Anregungen beispielsweise bei der Erarbeitung des späteren XYZ-Farbraumes der CIE. Die additive Farbmischung folgt den Regeln der Vektoraddition; deshalb führte Schrödinger die vektorielle Darstellung in die Farbmessung ein.
Schrödinger nahm auch zu philosophischen Aspekten der Quantenmechanik Stellung. In seinem 1944 erschienenen Werk Was ist Leben? (im Original What is Life?) führt er den Begriff der Negentropie ein. Sie hatte damals großen Einfluss auf Wissenschaftler wie Maurice Wilkins, Francis Crick und James D. Watson in der sich entwickelnden Molekularbiologie, indem sie versucht, biologische Themen physikalisch zu erklären, und das Interesse auf den damals unbekannten Mechanismus der Vererbung lenkte, für den er den Begriff des „aperiodischen Kristalls“ prägte, den er sich zum Zeitpunkt der Veröffentlichung noch als Protein vorstellte. Er war damals in Dublin relativ isoliert und kannte die frühe Forschung zum Beispiel von Oswald Avery zur Rolle der DNA und Max Delbrück zu Bakteriophagen in den USA nicht, sein auch stilistisch herausragendes Buch stellte aber in der Rückschau von Freeman Dyson zur richtigen Zeit die richtigen Fragen. Auch in der System- und Komplexitätsforschung findet die Monografie gegenwärtige Rezeption, beispielsweise bei der Betrachtung komplexer sozialer Systeme wie der Stadtentwicklung.
Sein wohl bekanntestes Gedankenexperiment ist Schrödingers Katze, womit er die kontraintuitiven Aussagen der Quantenmechanik auf Gegenstände des täglichen Lebens übertrug und so seine Ablehnung der üblichen statistischen Interpretation der Quantenmechanik zum Ausdruck bringen wollte.
Außerdem veröffentlichte er 50 weitere Publikationen zu verschiedenen Themen. In den letzten Lebensjahren beschäftigte er sich intensiv mit Verallgemeinerungen der Allgemeinen Relativitätstheorie („einheitliche Feldtheorien“), worüber er auch mit Albert Einstein korrespondierte – das Verhältnis kühlte aber ab, als Schrödinger seinen Enthusiasmus für seine Theorie auch in überzogenen Pressemitteilungen verlauten ließ.

## Auszeichnungen und Mitgliedschaften
1928 wurde er korrespondierendes und 1934 Ehrenmitglied der Akademie der Wissenschaften der UdSSR. 1940 erhielt er die Ehrendoktorwürde (DSc. h.c.) der National University of Ireland. 1950 wurde Schrödinger in die American Academy of Arts and Sciences gewählt. 1956 wurde er in den Orden Pour le Mérite aufgenommen und wurde erster Preisträger des nach ihm benannten Erwin Schrödinger-Preises der Österreichischen Akademie der Wissenschaften.
1920 wurde Erwin Schrödinger mit dem Haitinger-Preis der Akademie der Wissenschaften in Wien ausgezeichnet. Von der Republik Österreich erhielt er 1957 das Österreichische Ehrenzeichen für Wissenschaft und Kunst. 1937 wurde ihm die Max-Planck-Medaille verliehen.

## Ehrungen

### Schrödinger als Namensgeber
- 1956 wurde Schrödinger erster Preisträger des nach ihm benannten Erwin Schrödinger-Preises der Österreichischen Akademie der Wissenschaften.
- Der Stifterverband für die Deutsche Wissenschaft vergibt auf Vorschlag der Helmholtz-Gemeinschaft seit 1999 den Erwin-Schrödinger-Preis für wissenschaftliche oder technisch innovative Leistungen im Grenzgebiet zwischen Medizin, Natur- und Ingenieurwissenschaften.
- Im Jahr 1973 wurde in Wien-Donaustadt (22. Bezirk) der Schrödingerplatz nach ihm benannt.[32]
- Auch der Mondkrater Schrödinger, das Mondtal Vallis Schrödinger und der Asteroid (13092) Schrödinger[33] sind nach Erwin Schrödinger benannt.
- Der Gletscher Schrödingerbreen auf Spitzbergen trägt seinen Namen ebenfalls zu Ehren Erwin Schrödingers.[34]
- Schrödinger Medal der WATOC
- Weiters auch das Erwin-Schrödinger-Zentrum der Humboldt-Universität zu Berlin, in dem Einrichtungen wie der Computer- und Medienservice oder die Zweigbibliothek Naturwissenschaften der Universitätsbibliothek der Humboldt-Universität zu Berlin vertreten sind.[35]

### Banknote und Briefmarke
- Von 1983 bis 1997 befand sich Schrödingers Konterfei auf den österreichischen 1000-Schilling-Banknoten der Serie 1983, den Noten mit dem damals höchsten Nennwert in Österreich.
- Im Jahr seines 100. Geburtstages 1987 wurde eine Sonderbriefmarke der österreichischen Post herausgegeben.

## Schriften und Tonaufnahmen
- Gesammelte Abhandlungen (Collected papers). Verlag der Oesterreichischen Akademie der Wissenschaften Wien, Vieweg, Braunschweig & Wiesbaden 1984, vier Bände
  - Bd. 1: Beiträge zur statistischen Mechanik
  - Bd. 2: Beiträge zur Feldtheorie
  - Bd. 3: Beiträge zur Quantentheorie
  - Bd. 4: Allgemein wissenschaftliche und populäre Aufsätze
- Die Wellenmechanik – Stuttgart : Battenberg, cop. 1963. (Dokumente der Naturwissenschaft. Abteilung Physik ; Bd. 3) (Schrödingers Arbeiten zur Wellenmechanik) – Die Arbeiten zur Wellenmechanik sind auch nachgedruckt in Ludwig (Hrsg.) Wellenmechanik, WTB.
- Vier Vorlesungen über Wellenmechanik, Springer Verlag 1928 (gehalten an der Royal Institution, London)
- Struktur der Raum-Zeit, Wissenschaftliche Buchgesellschaft (englisch „Space-time structure“ 1963, Einführung in Allgemeine Relativitätstheorie)
- Statistische Thermodynamik, vieweg 1978
- Briefe zur Wellenmechanik. Schrödinger mit Planck · Einstein · Lorentz. Hrsg. im Auftrag der Oesterreichischen Akademie der Wissenschaften von K. Przibram
- Eine Entdeckung von ganz außerordentlicher Tragweite – Schrödingers Briefwechsel zur Wellenmechanik und Katzenparadoxon. Hrsg. von K. von Meyenn. Springer-Verlag, Berlin-Heidelberg, 2011, ISBN 978-3-642-04334-5
- Mein Leben, meine Weltansicht. Verlag Zsolnay, Wien 1985, ISBN 3-552-03712-8 und Deutscher Taschenbuch Verlag, München, 3. Auflage, 2008, ISBN 978-3-423-34273-5
- Die Natur und die Griechen. Verlag Zsolnay, Wien 1987, ISBN 3-552-00742-3 (Sherman Lectures am University College, London, 24., 26., 28. und 30. Mai 1948)
- Was ist Leben? – Die lebende Zelle mit den Augen des Physikers betrachtet. Leo Lehnen Verlag (Sammlung Dalp 1), München, 1951, 2. Aufl.
  - 1. Auflage, engl., 1944: What Is Life? and Other Scientific Essays. Based on lectures delivered under the auspices of the Dublin Institute for Advanced Studies at Trinity College, Dublin, in February 1943. 194 S. Spätere Ausgaben: Doubleday (1956)
- What is matter? Scientific American, 189, (1953), 52–57
- Was ist Materie? Originaltonaufnahmen 1949/1952, hrsg. v. Klaus Sander, supposé, Köln 2002, ISBN 978-3-932513-30-5
- Was ist ein Naturgesetz? Beiträge zum naturwissenschaftlichen Weltbild. Scientia nova, 5. Auflage, Oldenbourg, München 1997, ISBN 978-3-486-56293-4.
- Geist und Materie. Diogenes-Taschenbuch, Band 21782, Zürich 1989, ISBN 3-257-21782-X.